# Radio Unique
Radio Unique was in de jaren 80 van de twintigste eeuw een radiostation in Amsterdam.

## Ontstaansgeschiedenis
Het radiostation, dat namen voortbracht als Erik de Zwart (Veronica en TROS), Ruud Hendriks (Veronica), Ton Lathouwers (die bij Unique de roots vond voor zijn SkyRadio), Jos van Heerden (Radio 10 Gold) en Bart van Gogh (Top Format), werd begin jaren ’80 goed beluisterd in Amsterdam en ver daarbuiten. De stunt om een zender in een 110 meter hoge schoorsteen te plaatsen werd voorpaginanieuws.
Omdat in die periode commerciële radio bij wet was verboden, werden stations als Unique ook wel "piratenzenders" genoemd. Radio Unique noemde zichzelf vanaf de eerste dag "commerciële lokale radio", en werd van meet af aan geleid als een normaal radiostation met een strak format (openen met een oldie en vervolgens om-en-om oud en nieuw binnen strakke muzikale kaders: alleen mainstream popmuziek) en do's-and-don'ts voor de dj.
Van 1 februari tot 12 maart 2009 was een radiostation dat zich Radio Unique noemde weer via de ether in Groot Amsterdam te beluisteren op 94.9 FM. Dit initiatief had overigens niets te maken met de oude piraat, hoewel dit wel werd gesuggereerd in jingles en op de website.  Vanaf 13 maart 2009 werd de webstream van deze Radio Unique op de eigen website al weer vervangen en met ingang van 12 mei 2009 bestaan zowel de webstream alsook de website van dit 'nep'-Radio Unique niet meer.
Zo nu en dan manifesteert het oude Radio Unique zich als webradio. Met de jingles en commercials van toen en de muziek die werd gedraaid tot en met de allerlaatste inbeslagname in 1984. Unique's reclame- en jinglemaker Peter Vos beheert de website met de geschiedenis van Radio Unique FM tot en met 1984.
- Radio Unique – Officiële homepage via Internet Archive
- Radio Unique 1978-1984 – geschiedenis en jingles
- Radio Unique FM